# Улица Карла Либкнехта (Тирасполь)
Улица Карла Либкнехта (укр. Вулиця Карла Лібкнехта, молд. Страда Карл Либкнехт / Strada Karl Liebknecht) — одна из центральных улиц Тирасполя, важная транспортная магистраль. Длиннейшая улица города. Начинается от Тираспольского шоссе, затем идет в восточном направлении до Республиканского стадиона.

## История
Улица проложена с основанием города и распланировкой его на правильные прямоугольные кварталы. По-видимому, первыми её жителями были ремесленники, от чего она получила название Ремесленная. После установления советской власти переименована в честь немецкого коммуниста Карла Либкнехта. С присоединением к городу села Закрепостная Слободка (в 1960 году) улица продлена на запад. В неё влилась закрепостнослободская улица Суворова (до начала 1950-х улица Молотова). Со строительством спорткомплекса «Шериф» начало улицы сдвинуто ещё западнее, до перекрестка у ресторана «Фоишор».

## Застройка

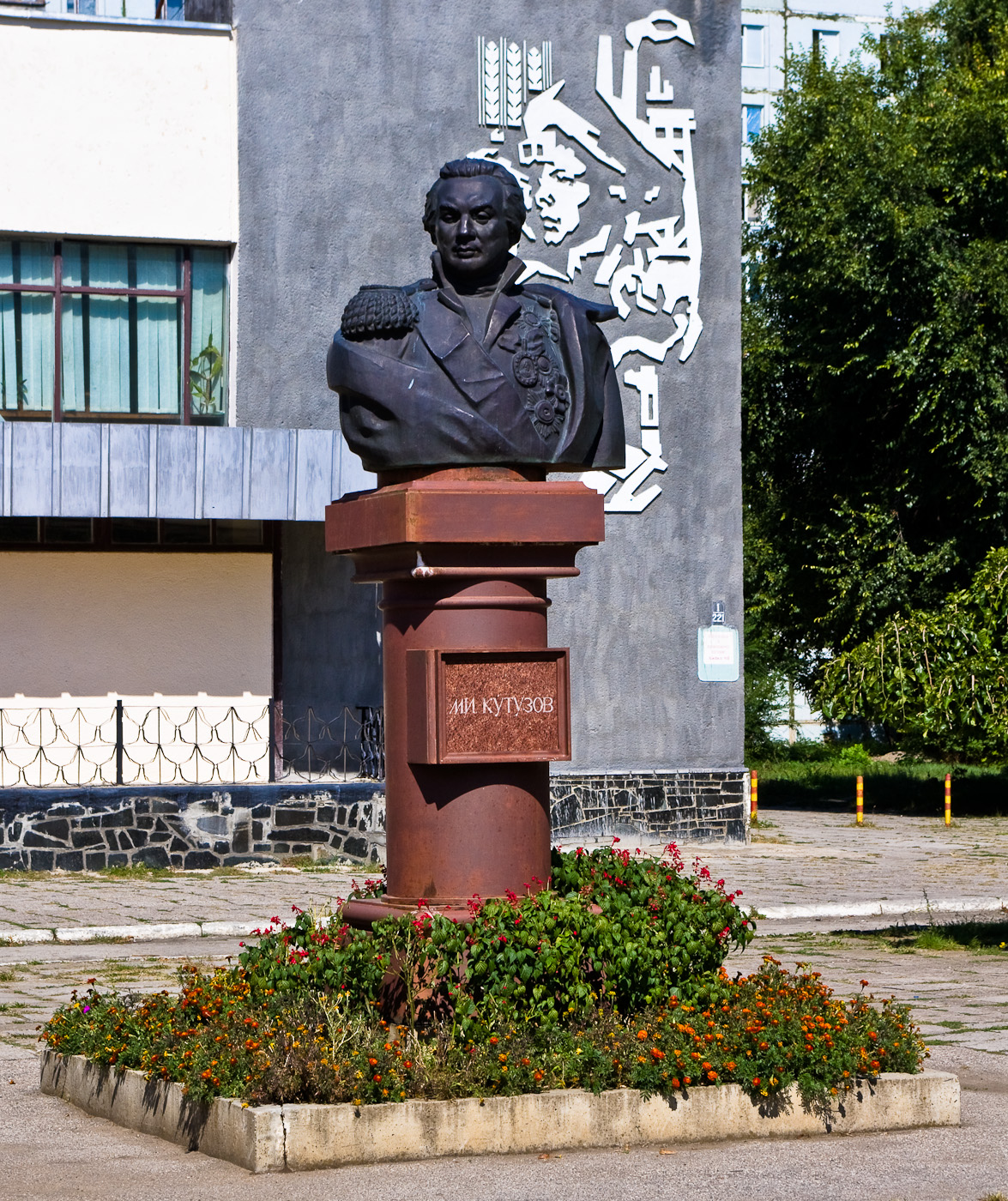
Памятник-бюст М. И. Кутузова

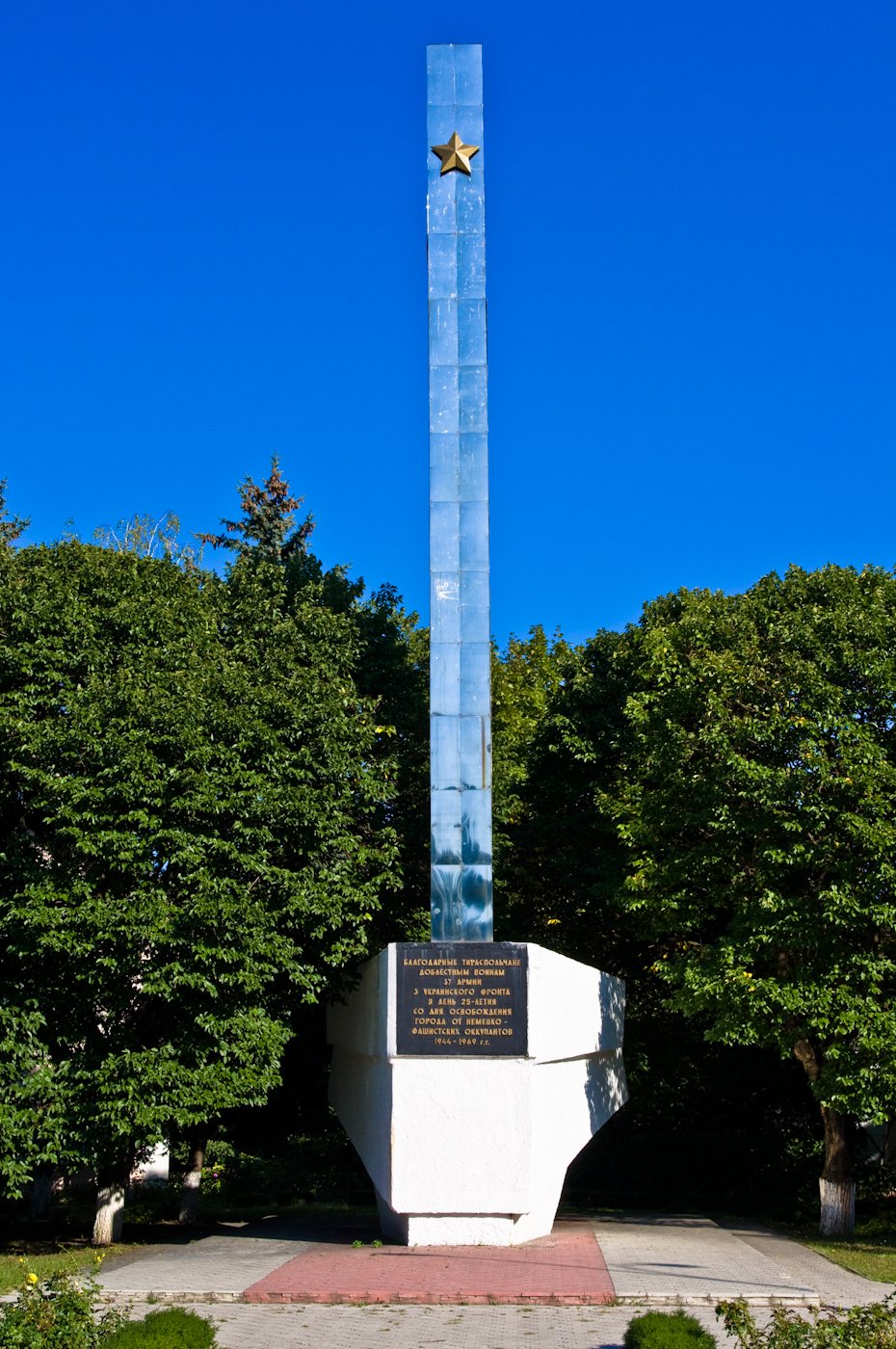
Обелиск Воинам-освободителям 37-й армии

Улица застроена в западной и центральной части преимущественно частными домами, имеется также несколько многоэтажных домов 1970-1980-х годов постройки. На улице расположены три школы, СК «Шериф», Дом офицеров, Центральный рынок, управление по борьбе с экономическими преступлениями, прокуратура ПМР, завод «Квинт», ряд крупных торговых центров.

### Достопримечательности
- Обелиск в честь 25-летия освобождения Тирасполя
- Бюст М. Кутузова
- Архиерейское подворье Св. Андрея Первозванного

## Транспорт
Движение двустороннее, по 2 полосы в каждом направлении. Практически все пересечения с другими улицами оборудованы светофорами.

### Троллейбус
- № 1 от пер. Западного до ул. Правды
- № 2 от пер. Западного до ул. Правды
- № 3 от ул. Ленина до ул. Мира
- № 4 от ул. Шевченко до ул. Мира
- № 6 от пер. Западного до ул. Шевченко
- № 7 от ул. Шевченко до ул. Мира
- № 19 от Тираспольского шоссе до ул. Правды
- № 19А от Тираспольского шоссе до ул. Мира

### Маршрутное такси
Практически все маршрутки проходят по улице, за исключением № 8, 11, 16, которые только пересекают улицу и №  10, которая вообще не проходит по улице.